# 貝里琉號兩棲突擊艦

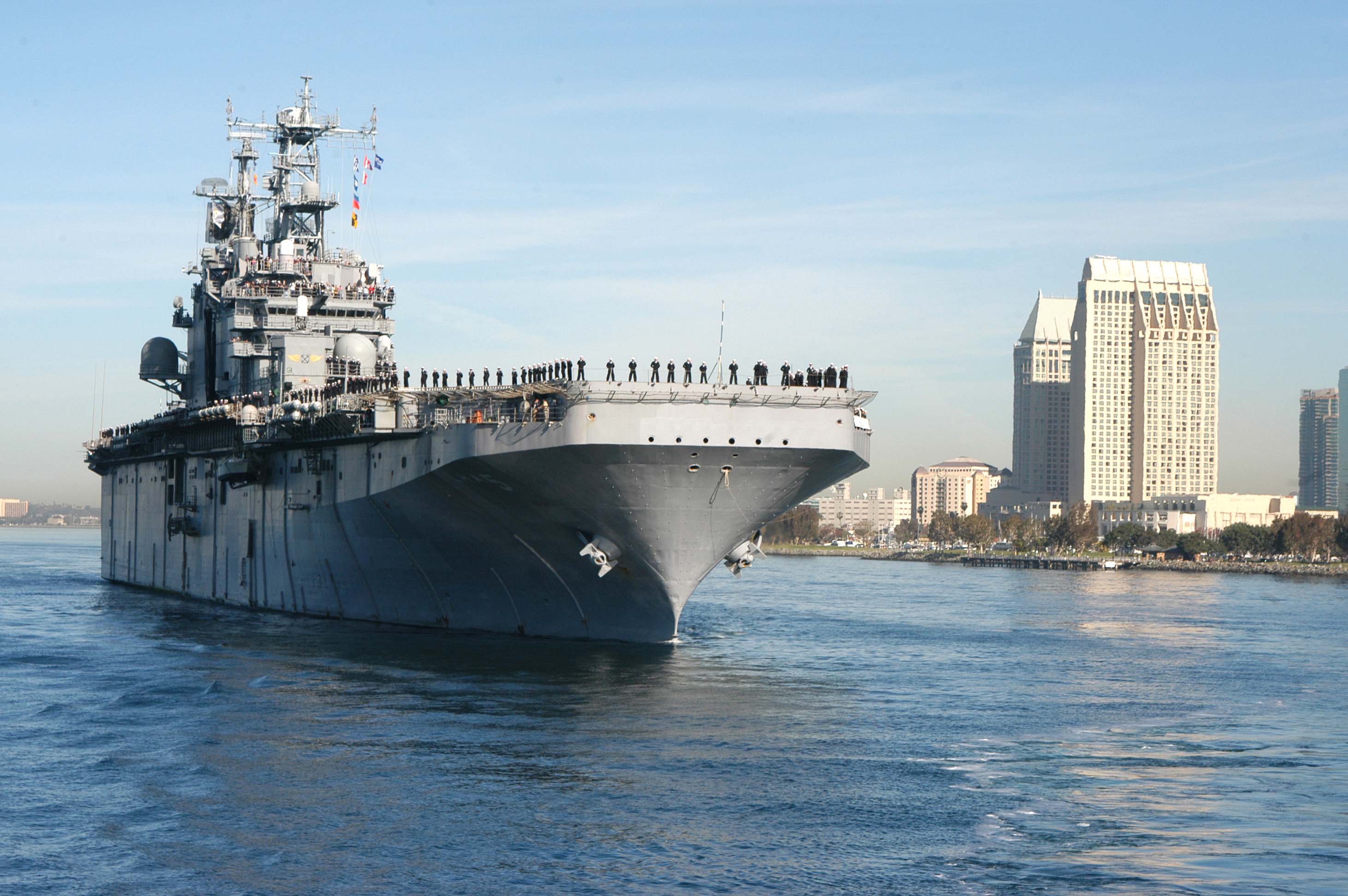
貝里琉號返回母港時，艦上官兵正在進行站波（man the rails）。2004年3月攝於加州聖地牙哥。

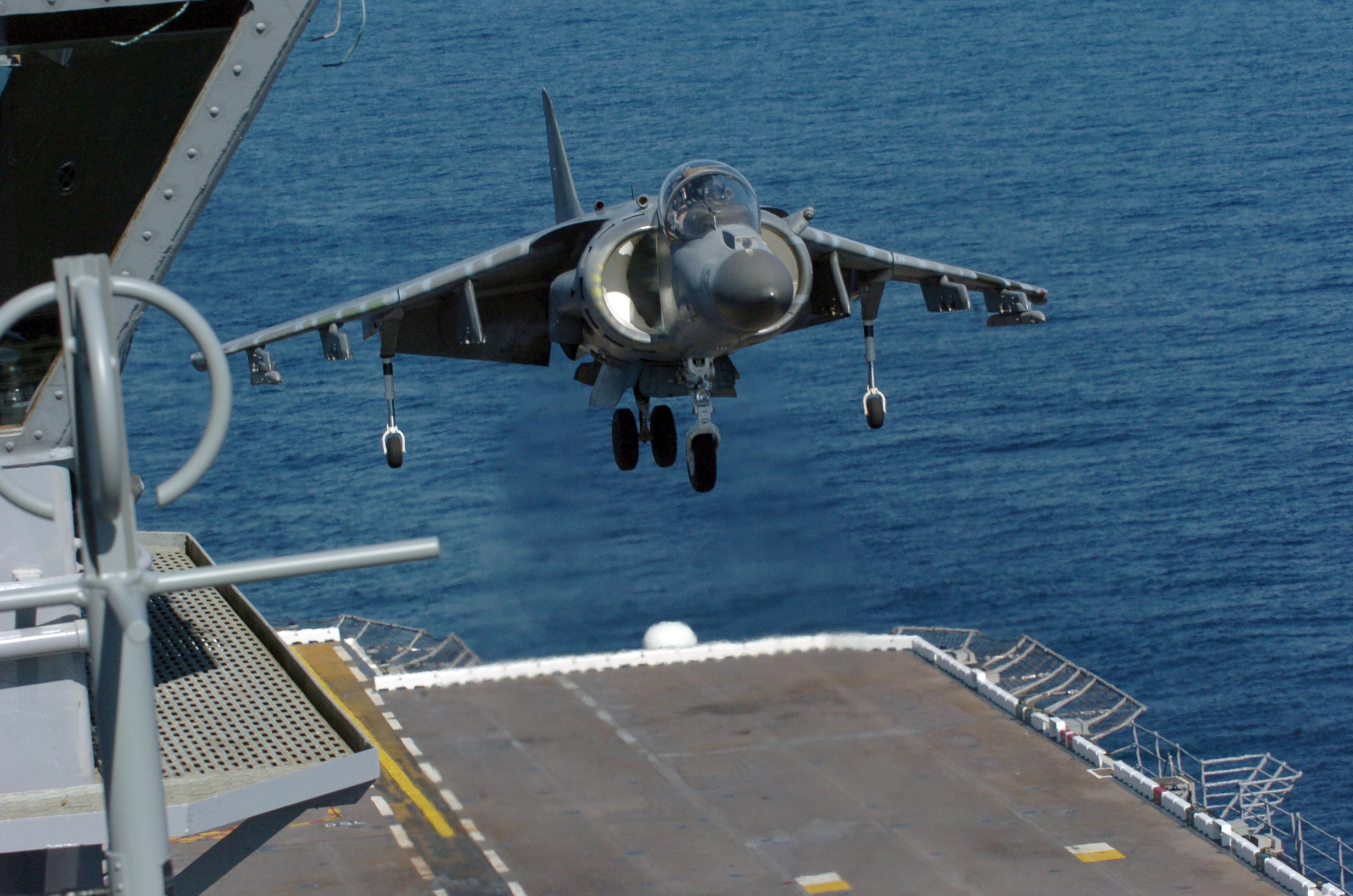
貝里琉號飛行甲板上的AV-8獵鷹II式攻擊機

貝里琉號兩棲突擊艦（USS Peleliu LHA-5）是一艘隸屬於美國海軍的直昇機登陸突擊艦（本身是兩棲突擊艦的一類），是塔拉瓦級的五號艦，可提供AV-8獵鷹II式攻擊機起降而成為輕型航空母艦。由位在密西西比州帕斯卡古拉的英戈爾斯造船廠在1976年時起造、1978年下水、1980年時就役的貝里琉號曾多次派遣至波斯灣地區，參與過包括持久自由行動在內的多場作戰，直到2015年3月31日在聖地牙哥港內正式除役。
除役後貝里琉號與姊妹艦塔拉瓦號一同被安置在珍珠港封存，而其空出來的任務職缺則是由2014年成軍的美利堅號接替。
貝里琉號在最初的規劃時原本命名為溪生號（USS Khe Sanh），之後又更名為蜆港號（USS Da Nang，二者皆為越戰時期著名的戰役名），但在下水前的1978年時根據二戰時的貝里琉戰役而命名為貝里琉號，是美國海軍第一艘使用此艦名的船隻。